# Adoxophyes chloromydra
Adoxophyes chloromydra es una especie de polilla del género Adoxophyes, tribu Archipini, subfamilia Tortricinae.

## Distribución
Se distribuye por Borneo.

## Taxonomía
Fue descrita por Meyrick en 1926 y publicada en Sarawak Museum Journal 3: 147.